# Фроловское (Калужская область)
Фроловское — село в Козельском районе Калужской области. Входит в состав сельского поселения «Деревня Лавровск».

## География
Село находится на правом берегу реки Клютома, у места впадения в неё реки Бобровка, на расстоянии примерно 5 км к северо-западу от города Козельск, административного центра района.

### Часовой пояс
Село Фроловское, как и вся Калужская область, находится в часовой зоне МСК (московское время). Смещение применяемого времени относительно UTC составляет +3:00.

## История
В 1782 году село принадлежало помещику Николаю Ивановичу Сабурову. В Козельском уезде Калужской губернии относилось к Костешовской волости.

## Население
| 2002 | 2010 |
| ---- | ---- |
| 100  | ↗166 |